# Jastrzębski Rów
Jastrzębski Rów (Rów Wargański) – rów, dopływ Szarki, do której uchodzi prawostronnie poniżej Nowego Tomyśla. Ciek o długości 14,8 km i powierzchni zlewni 55,3 km². Zlewnia ma charakter rolniczy.